# Mausoleo di Sun Yat-sen

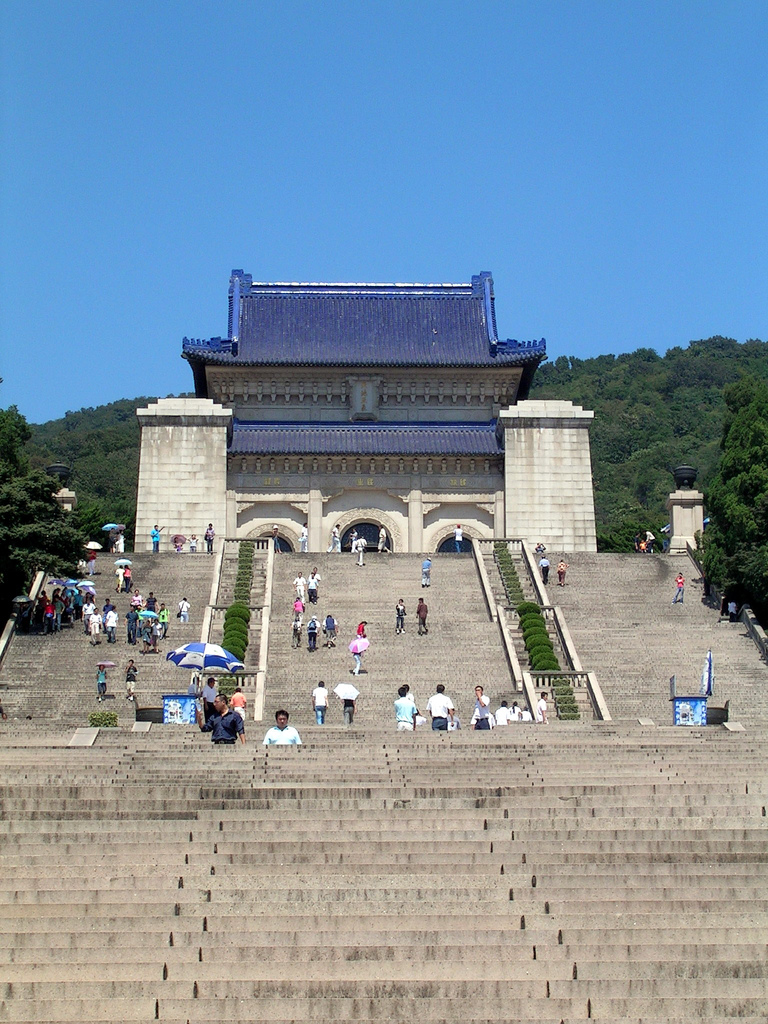
Vista della sala principale del mausoleo.

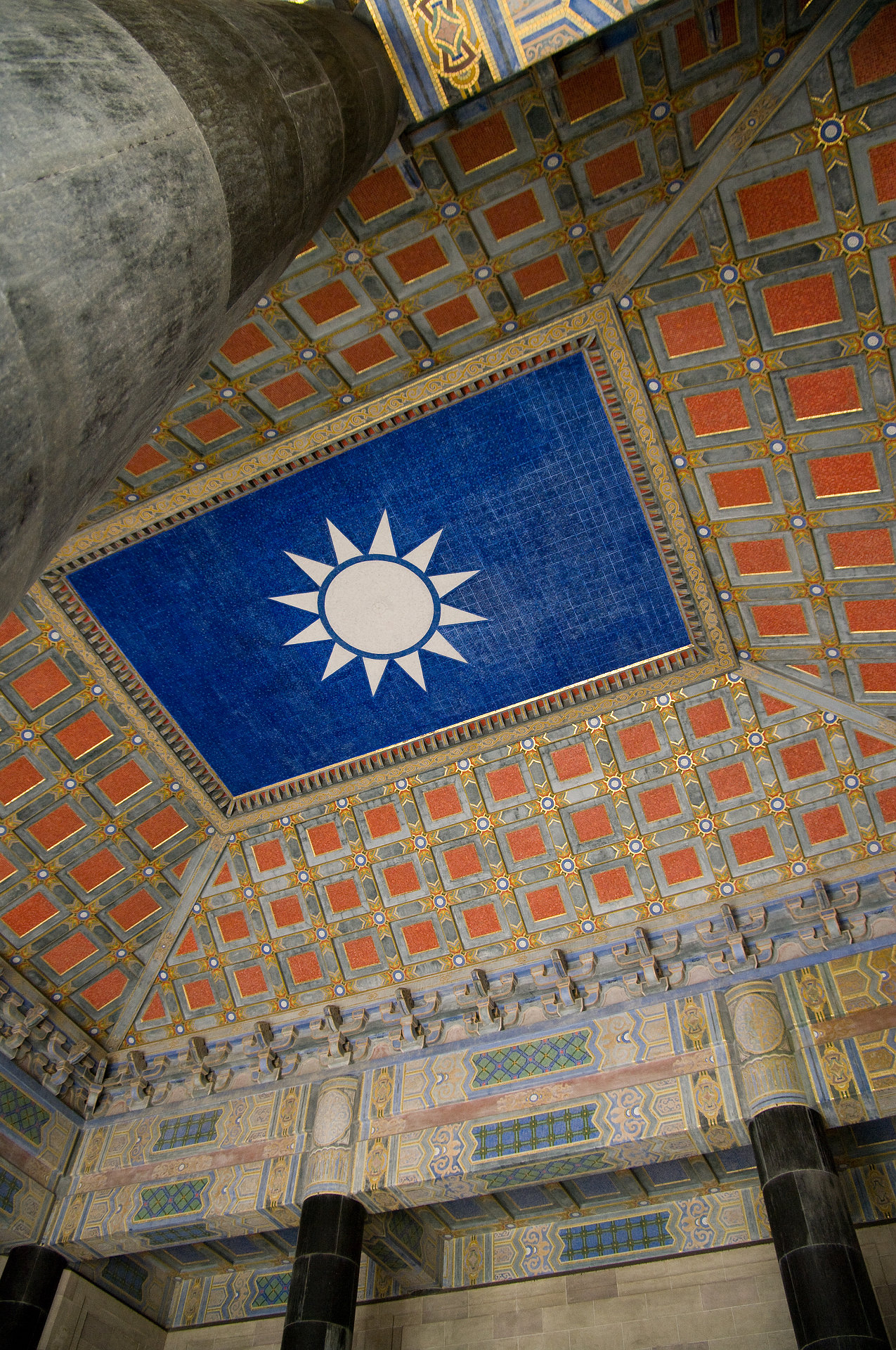
Volta della sala sacrificale, con la bandiera del Kuomintang.

Il mausoleo del dottor  Sun Yat-sen (Zhōngshān LíngP) è situato ai piedi della seconda vetta del monte Zijin (Montagna Purpurea) a Nanchino, in Cina. 
La costruzione iniziò nel gennaio del 1926 e terminò nella primavera del 1929. L'architetto fu Lü Yanzhi, che morì poco dopo il suo completamento. Il suo rappresentante e socio di progetto era il suo intimo amico Huang Tanpu.

## Storia
Sun Wen era nato nella provincia di Guangdong il 12 novembre 1866 e morto a Pechino nel 1925. Il 23 aprile 1929, il governo cinese demandò a He Yingqin l'incarico di traslare la salma nel memoriale appositamente costruito. Il 26 maggio, le sue spoglie partirono da Pechino e il 28 maggio arrivarono a Nanchino. Il 1º giugno 1929, la salma fu introdotta nel memoriale. Sun, considerato il "padre della Cina moderna" sia in Cina continentale che a Taiwan, combatté contro il governo imperiale  Qing e dopo la  rivoluzione del 1911 pose fine alla monarchia e fondò la Repubblica di Cina.

## Architettura

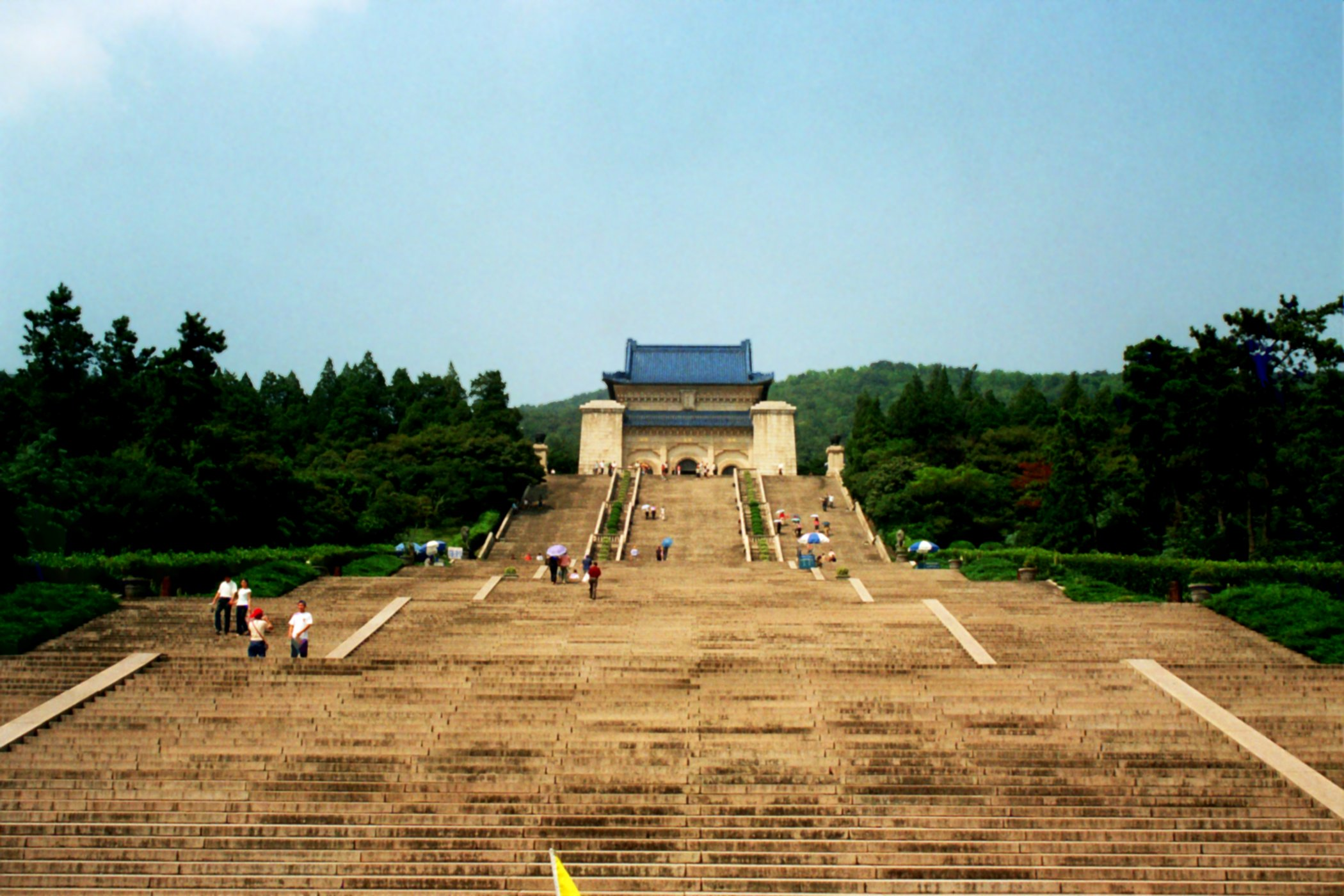
Mausoleo del dottor Sun Yat-Sen.

Disteso su un pendio montuoso, il maestoso mausoleo mescola gli stili tradizionali delle tombe imperiali e l'architettura moderna. Situato sul fianco della montagna, la volta è a più di 700 metri dal paifang sulla piazza sottostante, che è l'entrata del mausoleo. C'è un basamento a tre livelli su cui è posto un enorme bronzo  ding, un'antica nave cinese che simboleggia il potere. A nord della piazza, il paifang torreggia in alto. Inoltre c'è una scala lunga 480 metri e larga 50 metri con 392 scalini che portano al sacrario. Su entrambi I lati sono presenti, pini, cipressi e  ginkgo che ombreggiano la strada. Alla fine della scala c'è un cancello alto 16 metri e largo 27 metri. Il portale di marmo a tre arcate porta il motto personale del Dr. Sun, con quattro caratteri cinesi scritti da lui, "Tian Xia Wei Gong" ("天下為公") che significa "Ciò che è sotto il cielo è per tutti". All'interno del cancello c'è un padiglione in cui è posta una stele alta 9 metri, che è un monumento commemorativo del Kuomintang (KMT). A pochi gradini si trova la sala sacrificale e il sepolcro.
Di fronte alla sala sacrificale si trova una coppia di "huabiao", antiche colonne ornamentali cinesi alte 12,6 metri. La sala sacrificale è in realtà un palazzo di 30 metri di lunghezza, 25 metri di larghezza e 29 metri di altezza. Al centro della sala si trova una statua del Dr. Sun alta 4,6 metri. La statua è stata scolpita in marmo bianco italiano. Il soffitto della sala presenta la bandiera del Kuomintang. A nord della sala si trova il sepolcro a campana, in cui si trova il sarcofago del Dr. Sun.
L'influenza di questa architetture è evidente nel monumento funebre di Chiang Kai-shek a Taiwan.

Mausoleo di Sun Yat-sen
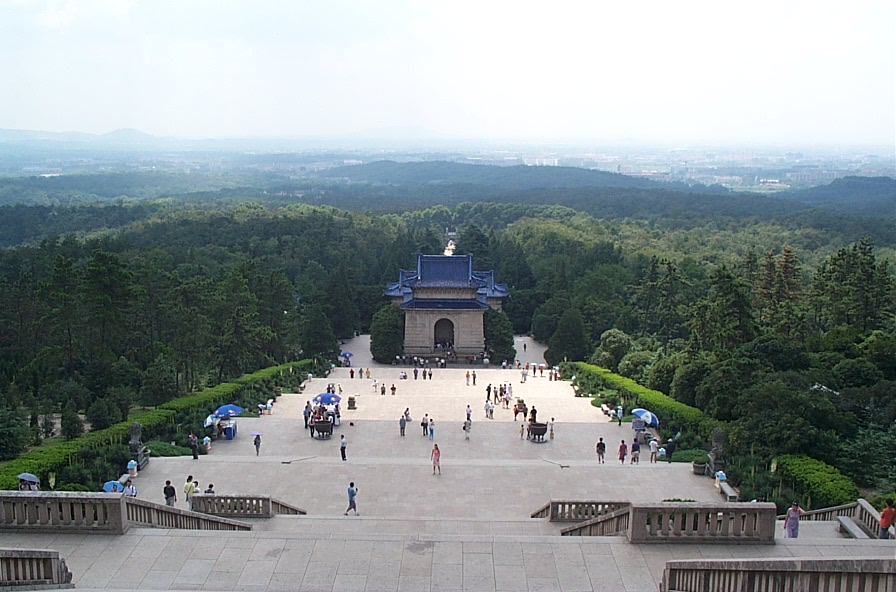
Mausoleo di Sun Yat-sen a Nanchino
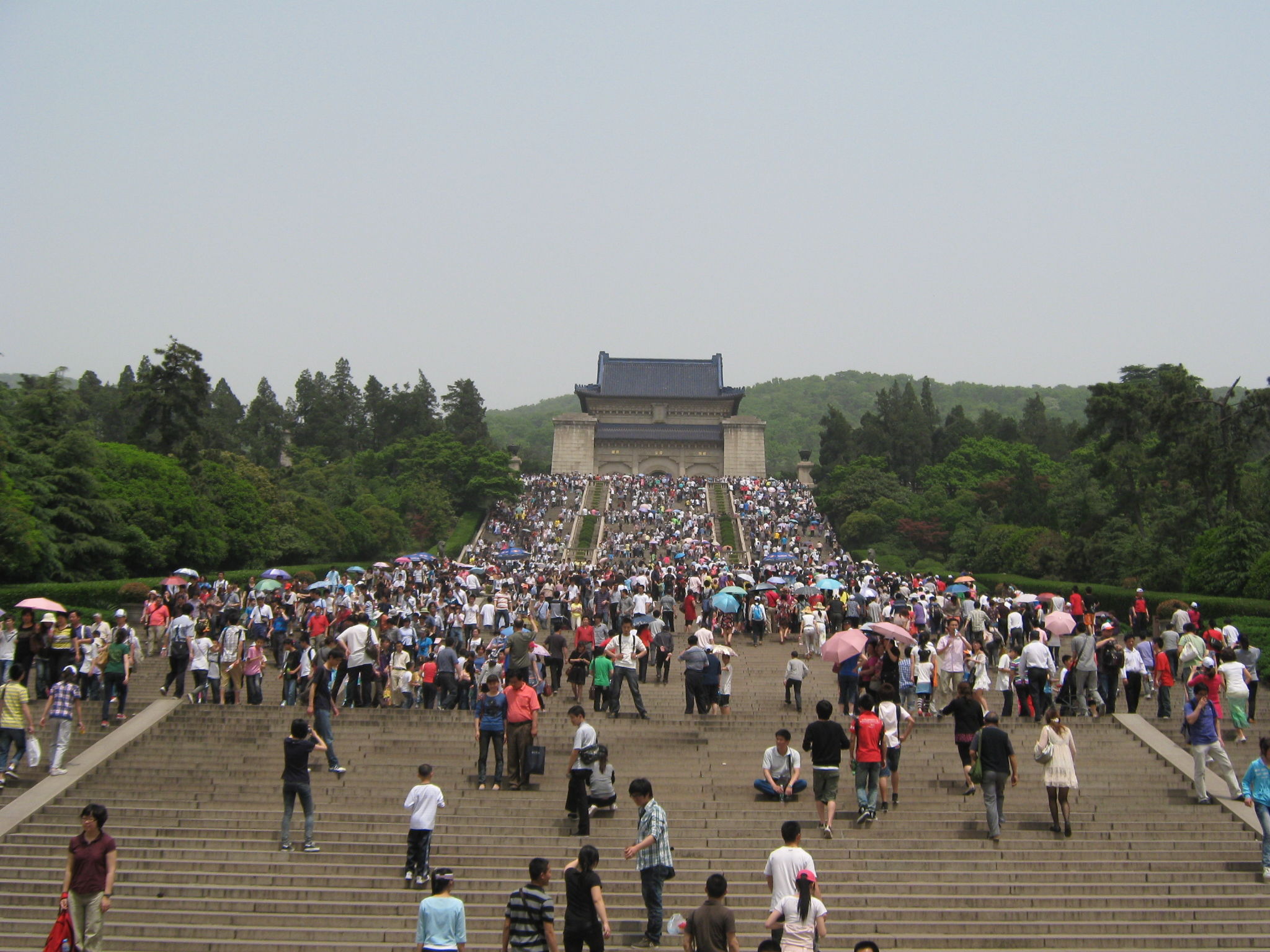
1º maggio 2011 (Festa del lavoro)
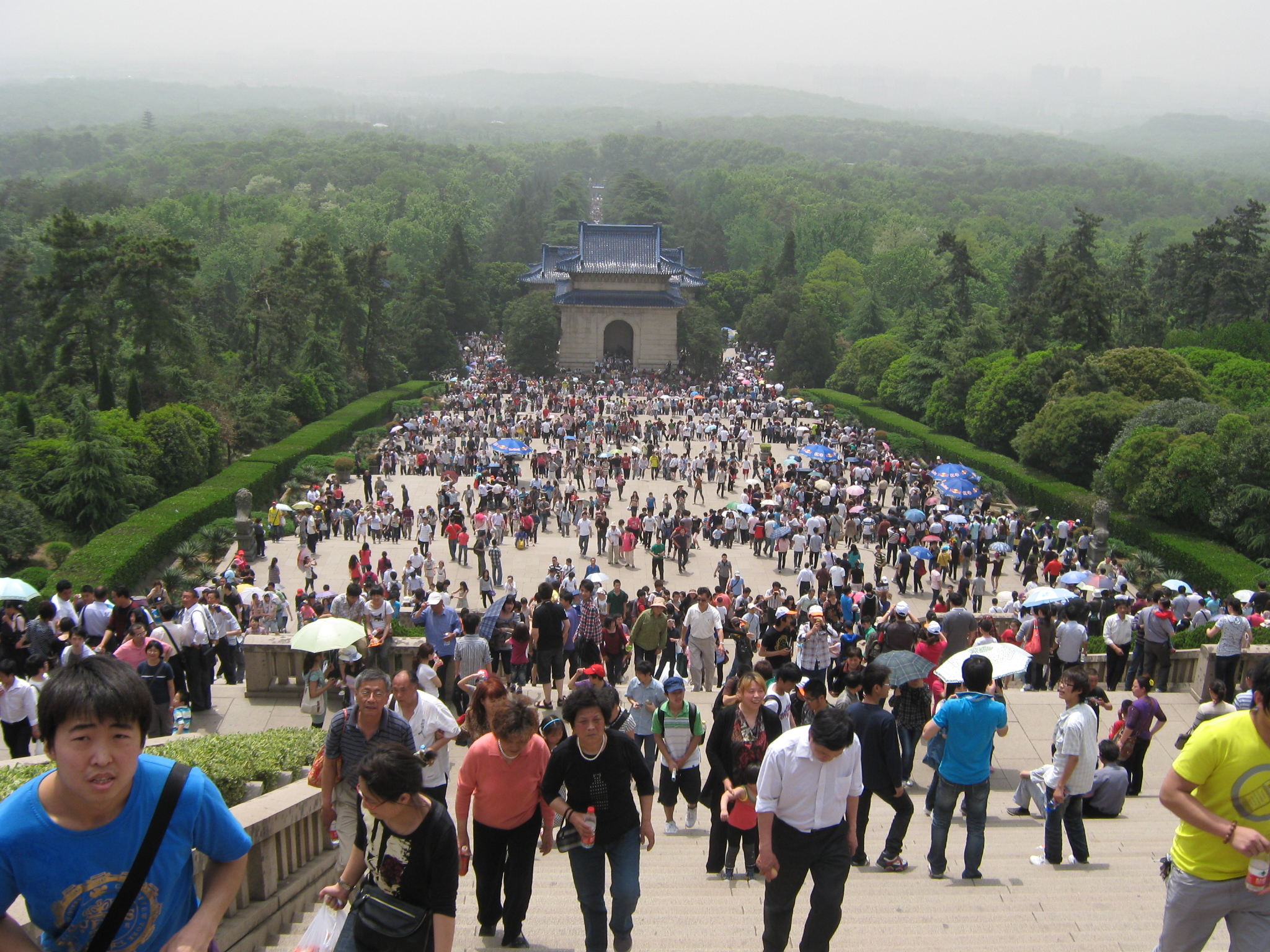
1º maggio 2011
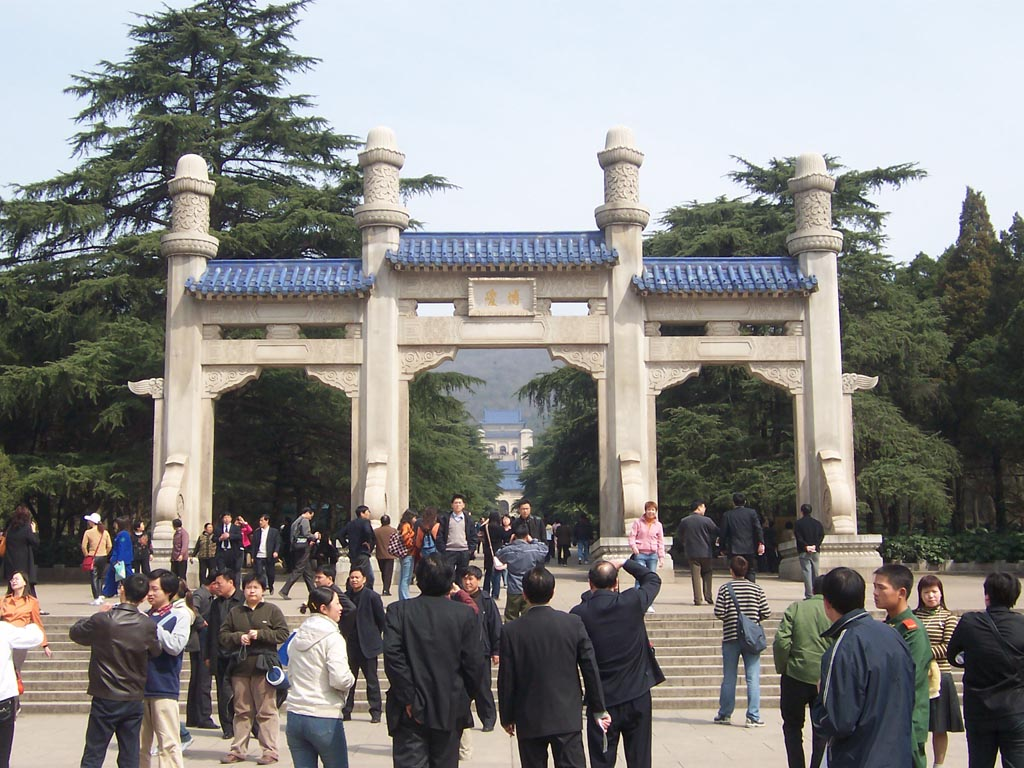
Portale d'ingresso
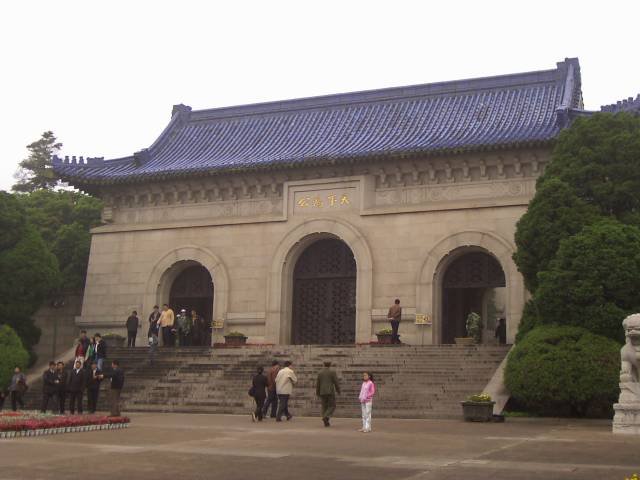
Ingresso
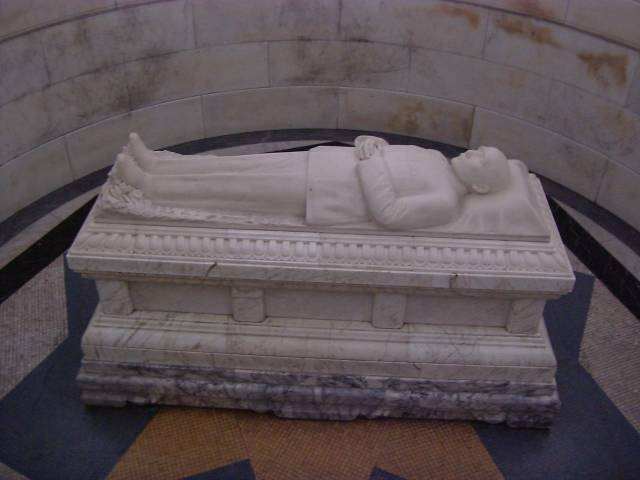
Sarcofago di marmo
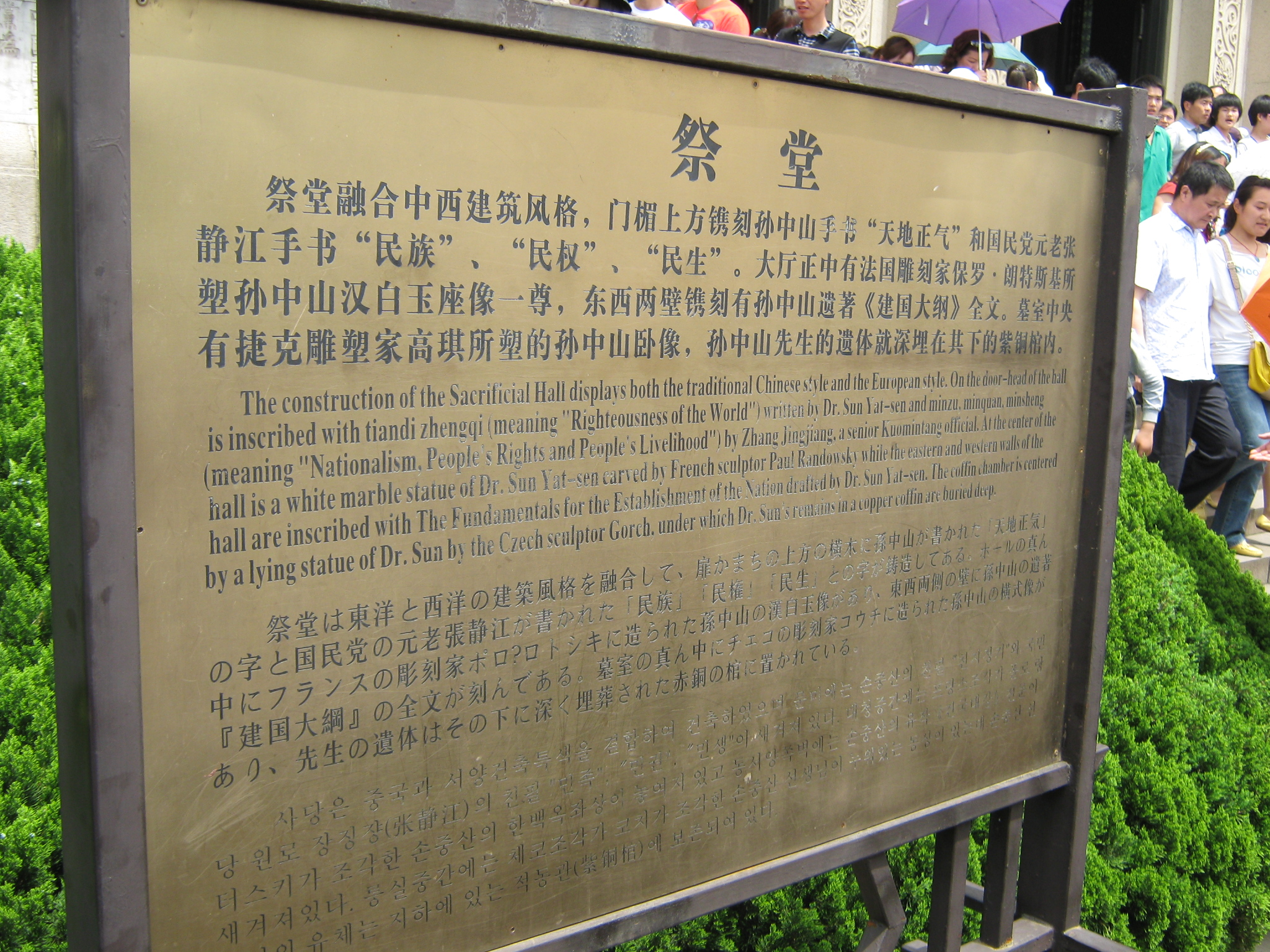
Pannello informativo del mausoleo di Sun Yat-sen